# Chou Kung-shin
Lionesa Kung-shin (14 de Abril de 1947) é uma erudita taiwanesa, escritora, historiadora e arqueóloga. Foi presidente do Museu do Palácio Nacional de maio  2008 a julho de 2012.

## Biografia
Nasceu em Zhejiang em 1947. Graduou-se pela Universidade Católica Fu Jen, pela Universidade de Cultura Chinesa e também na Sorbona. Trabalhou 27 anos no Museu de Palácio Nacional antes de servir como directora de Conselho da Associação Chinesa de Museus. Foi directora do Instituto Fu Jen Estudos do Museu Universitário de setembro 2002 até maio de 2008. Foi então Presidente do Museu de Palácio Nacional, até julho de 2012.